# 亚历杭德罗·阿梅纳瓦尔
亚历杭德罗·费尔南多·阿梅纳瓦尔·坎托斯（西班牙語：Alejandro Fernando Amenábar Cantos，1972年3月31日—），通常簡稱為亚历杭德罗·阿梅纳瓦尔（Alejandro Amenábar），男，智利和西班牙作家、作曲家、导演。曾获8次哥雅獎、1次欧洲电影奖，以及其他奖项。

## 生平
阿梅纳瓦尔生于智利，在西班牙长大及接受教育。23岁时推出首部剧情长片《死亡论文》，1997年的《睜開你的雙眼》则讲述了一个科幻伦理故事，在西班牙大获好评。2004年的《點燃生命之海》讲述一个瘫患者的尊严，获得了奥斯卡最佳外语片奖。

## 編導作品
- 1996年 《死亡論文》
- 1997年 《睜開你的雙眼》
- 2001年 《不速之嚇》
- 2004年 《點燃生命之海》
- 2009年 
- 2015年 《邪靈刑事錄》